# Earl of Dysart

Wappen des Earl of Dysart

Earl of Dysart ist ein erblicher britischer Adelstitel in der Peerage of Scotland.
Der Titel wurde 1643 für den Politiker und Unterhausabgeordneten William Murray geschaffen. Zusammen mit der Earlswürde wurde ihm der nachgeordnete Titel Lord Huntingtower, ebenfalls in der Peerage of Scotland, verliehen.
Den 1. Earl beerbte dessen Tochter, Elizabeth als 2. Countess of Dysart. 1670 verzichtete sie auf die Titel und erhielt sie durch Letter’s Patent erneut verliehen, mit rückwirkendem Bezug auf die Titel ihres Vaters, und mit dem besonderen Zusatz, dass die an ihre leiblichen Nachkommen und in deren Ermangelung an ihre sonstigen Erben vererbbar sei. Ihr folgte ihr Sohn aus erster Ehe mit Sir Lionel Tollemache, 3. Baronet († 1669), Lionel Tollemache, 3. Earl of Dysart. Dieser erbte von seinem Vater auch den Titel Baronet, of Helmingham Hall in der Baronetage of England. Da der Baronet-Titel nur in männlicher Linie vererbbar war, erlosch er beim Tod des 6. Earl 1821. Dem Sohn der 7. Countess, William Tollemache, Lord Huntingtower wurde 1793 der Titel Baronet, of Hanby Hall in der Baronetage of Great Britain verliehen. Er starb vor seiner Mutter, daher erbte sein Sohn Lionel Tollemache, sowohl diesen, als auch den Earlstitel. Beim Tod des 9. Earls 1935, erbte dessen Nichte Wenefryde Scott den Earlstitel, während die Baronetcy an seinen Großcousin Lyonel Tollemache.

## Earls of Dysart (1643/1670)
- William Murray, 1. Earl of Dysart († 1655)
- Elizabeth Tollemache, 2. Countess of Dysart († 1698)
- Lionel Tollemache, 3. Earl of Dysart (1649–1727)
- Lionel Tollemache, 4. Earl of Dysart (1708–1770)
- Lionel Tollemache, 5. Earl of Dysart (1734–1799)
- Wilbraham Tollemache, 6. Earl of Dysart (1739–1821)
- Louisa Tollemache, 7. Countess of Dysart (1745–1840)
- Lionel Tollemache, 8. Earl of Dysart (1794–1878)
- William Tollemache, 9. Earl of Dysart (1859–1935)
- Wenefryde Scott, 10. Countess of Dysart (1889–1975)
- Rosamund Greaves, 11. Countess of Dysart (1914–2003)
- Katherine Grant, 12. Countess of Dysart (1918–2011)
- John Grant, 13. Earl of Dysart (* 1946)

Voraussichtlicher Titelerbe (Heir apparent) ist der Sohn des aktuellen Earls James Grant, Lord Huntingtower (* 1977).